# Husliszcza
Husliszcza (biał. Гуслішча; ros. Гуслище; pol. hist. Huśliszcze) – wieś na Białorusi, w obwodzie mohylewskim, w rejonie mohylewskim, w sielsowiecie Wiendaraż, nad Łachwą.
Wieś Husliszcze ekonomii mohylewskiej w drugiej połowie XVII wieku. 
W XIX w. majątek ziemski, od 1861 będący własnością Padaszewskich. Położony był wówczas w Rosji, w guberni mohylewskiej, w powiecie mohylewskim. Następnie w granicach Związku Sowieckiego. Od 1991 w niepodległej Białorusi.